# Abraxas formosilluminata
Abraxas formosilluminata är en fjärilsart som beskrevs av Inoue 1984. Abraxas formosilluminata ingår i släktet Abraxas och familjen mätare. Inga underarter finns listade i Catalogue of Life.